# Bartlett-Tinamu

Verbreitungsgebiet des Bartlett-Tinamus

Der Bartlett-Tinamu (Crypturellus bartletti), Syn. Crypturus bartletti ist eine monotypische Vogelart aus der Familie der Steißhühner (Tinamidae).
Die Art wurde mitunter als Unterart (Ssp.) des Rosttinamus (C. brevirostris) angesehen.
Der Vogel kommt in Waldgebieten des Tieflandes im Südosten des Amazonasbeckens vor von Ostperu, Nordbolivien bis Westbrasilien.
Der Lebensraum umfasst saisonal überflutete Gebiete (Várzea), seltener entlang von Flüssen in Terra Firme, dichten Tropenwald,  buschiges Gestrüpp bis etwa 500 m Höhe.
Der Artzusatz bezieht sich auf Abraham Dee Bartlett.

## Merkmale
Die Art ist 23–29 cm groß, und wiegt etwa 241 g. Sie ist in ihrer Gefiederfärbung ziemlich variabel, aber immer auf dem Rücken und den Flügeldecken gebändert. Der graue oder dunkle Kopf hebt sich vom warm gefärbten Nacken ab. Stirn und Kopfkappe sind dunkel bräunlich-grau bis schwärzlich, im Gesicht und an den Kopfseiten gräulich-braun, während der Nacken und Mantel einfarbig braun sind. Die übrige Oberseite einschließlich der Flügeldecken sind kräftig schwarz und oliv-braun, rotbraun oder ockerfarben gebändert, ebenso noch die inneren Handschwingen. Die Kehle ist weiß bis gelblich, die Brust gelbbraun bis ockerfarben, der Bauch sehr blass ocker- bis cremefarben, die übrige Unterseite hell ockerfarben, an den Flanken schwarz gebändert.
Die Iris ist dunkelbraun, der Schnabel schwärzlich hornfarben mit großer blass gelblichen Basis am Unterschnabel. Die Beine sind grau bis gelb-olive oder olivgrün.
Die Geschlechter unterscheiden sich nicht.  Jungvögel sind auf den Flügeldecken und an der Brust spärlich schwarz und weiß gefleckt und tragen undeutliche dunkle Zeichnung an den Flanken.
Die Art ähnelt dem Rosttinamu (Crypturellus brevirostris) und dem Rotbrusttinamu (Crypturellus variegatus).

## Stimme
Der Gesang erfolgt nachts, in der Morgen- und Abenddämmerung, gerne über längere Zeiträume. Er wird als ziemlich hohe,  schneller und höher werdende Folge von klaren flötenden Pfeiftönen beschrieben, manchmal in Geschwindigkeit und Tonhöhe variierend, ähnlich dem des Grautinamus (C. cinereus), ist aber nicht so lange so gleichmäßig und legt mehr Pausen ein. Manchmal beginnt der Gesang etwas zittrig und verliert an Tonhöhe und erinnert dann an den des Brauntinamu (C. soui).

## Lebensweise
Die Art ist vermutlich ein Standvogel.
Zu Nahrung und Brutzeit liegen keine Informationen vor.

## Gefährdungssituation
Der Bestand gilt als „nicht gefährdet“ (Least Concern).